# Клоп щавлевий
Клоп щавлевий, крайовик щавлевий (Coreus marginatus) — вид клопів з родини крайовиків (Coreidae).

## Морфологія
Завдовжки 13-14 мм, сіро-червонуватий.

## Поширення
Живе в значній частині Європи і не рідко. Полюбляє сонячні місця, де приймає сонячні ванни.

## Екологія
3 весни до осені трапляється на луках і городах. Живиться соком багатьох рослин насамперед щавлю, ревеню, буряків. Генерація однорічна.

## Фотогалерея

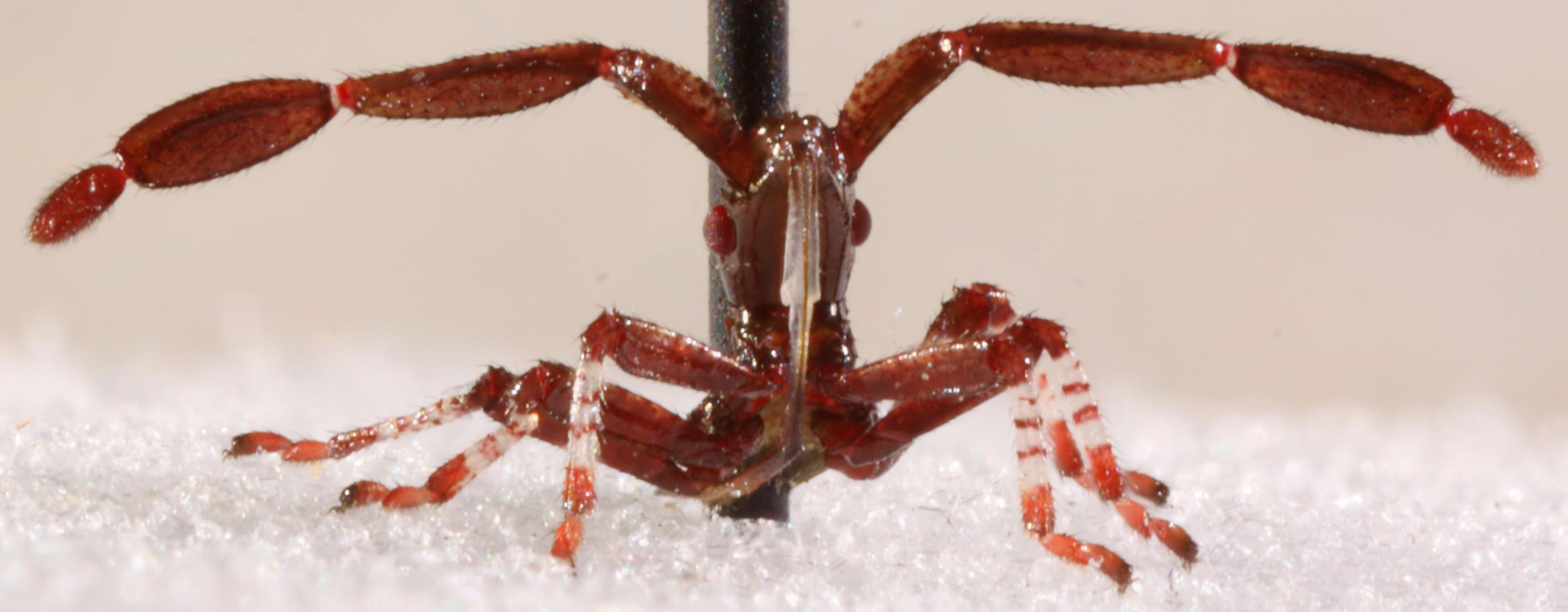
Німфа Coreus marginatus, щойно вилупилася, демонструє порівняно великі вусики
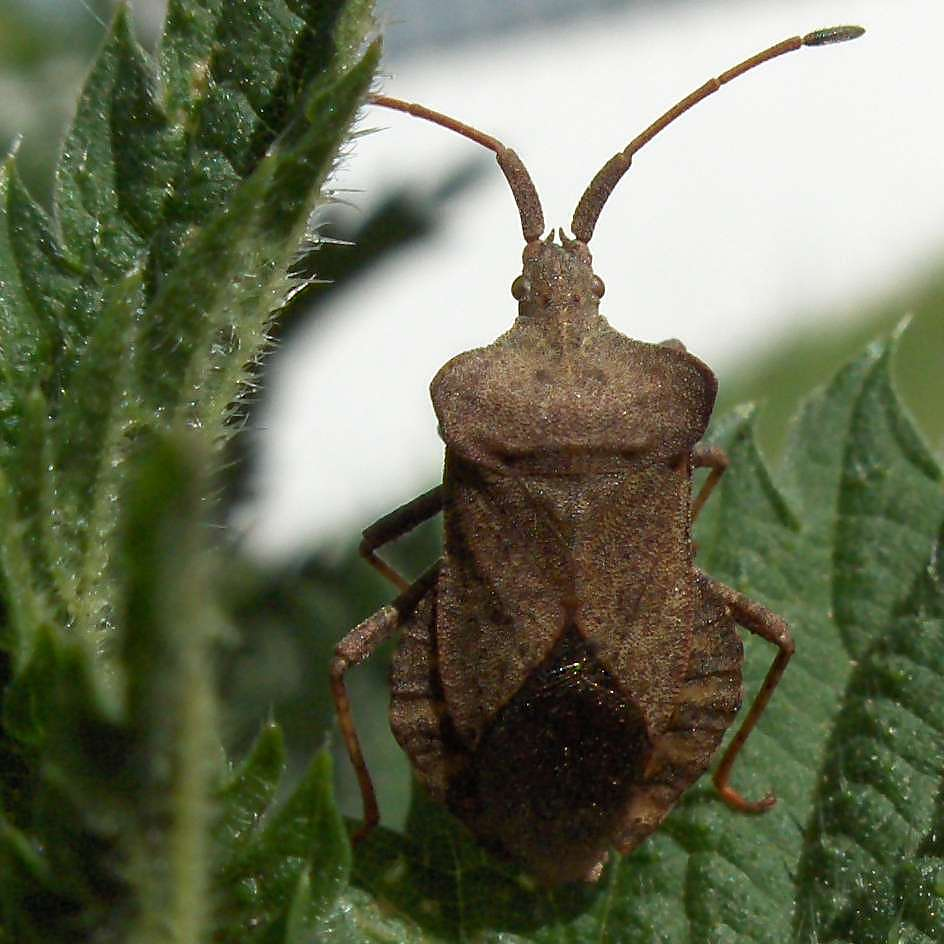
Coreus marginatus має між антенами два невеликих виступи, відомі як вусикові горбки, за якими можна відрізнити цей вид від інших зовні подібних видів
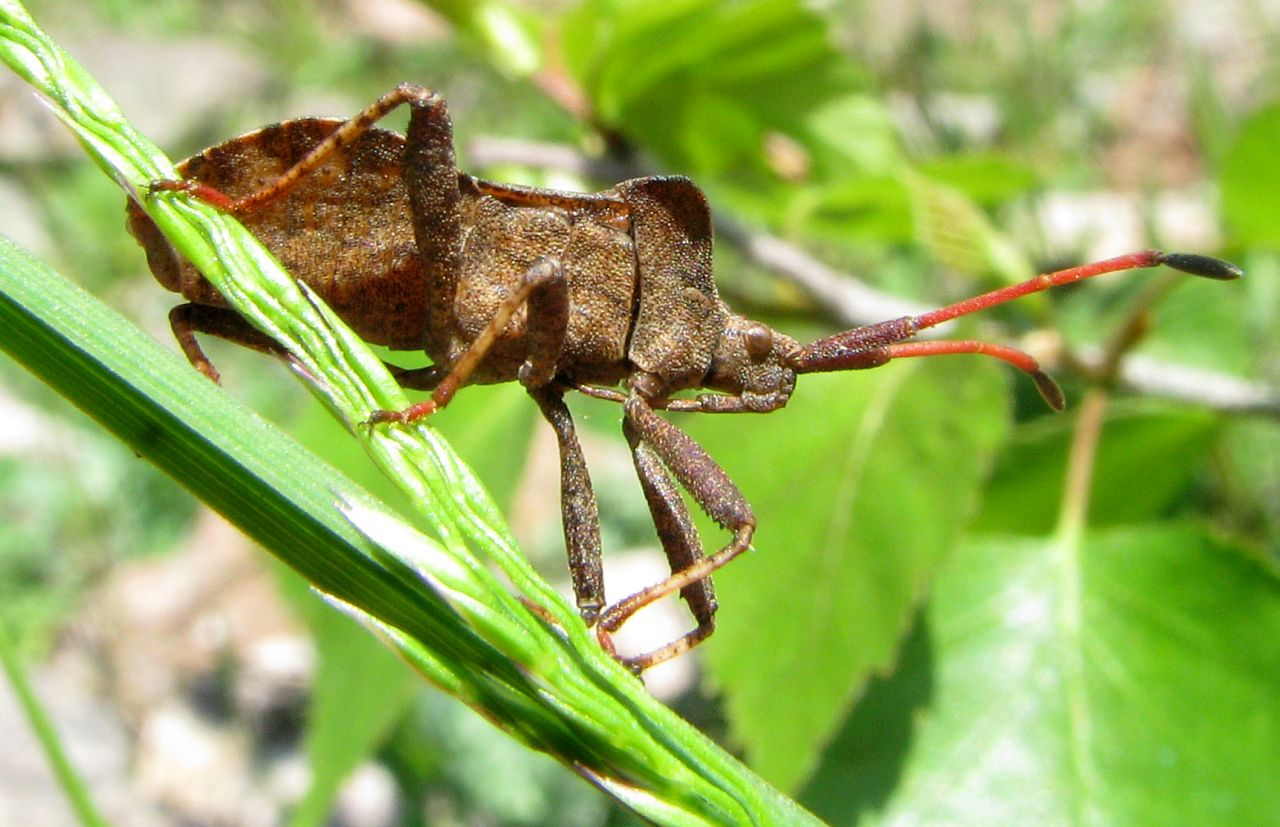
Дорослий Coreus marginatus демонструє нижню частину з потужним смоктальним хоботком
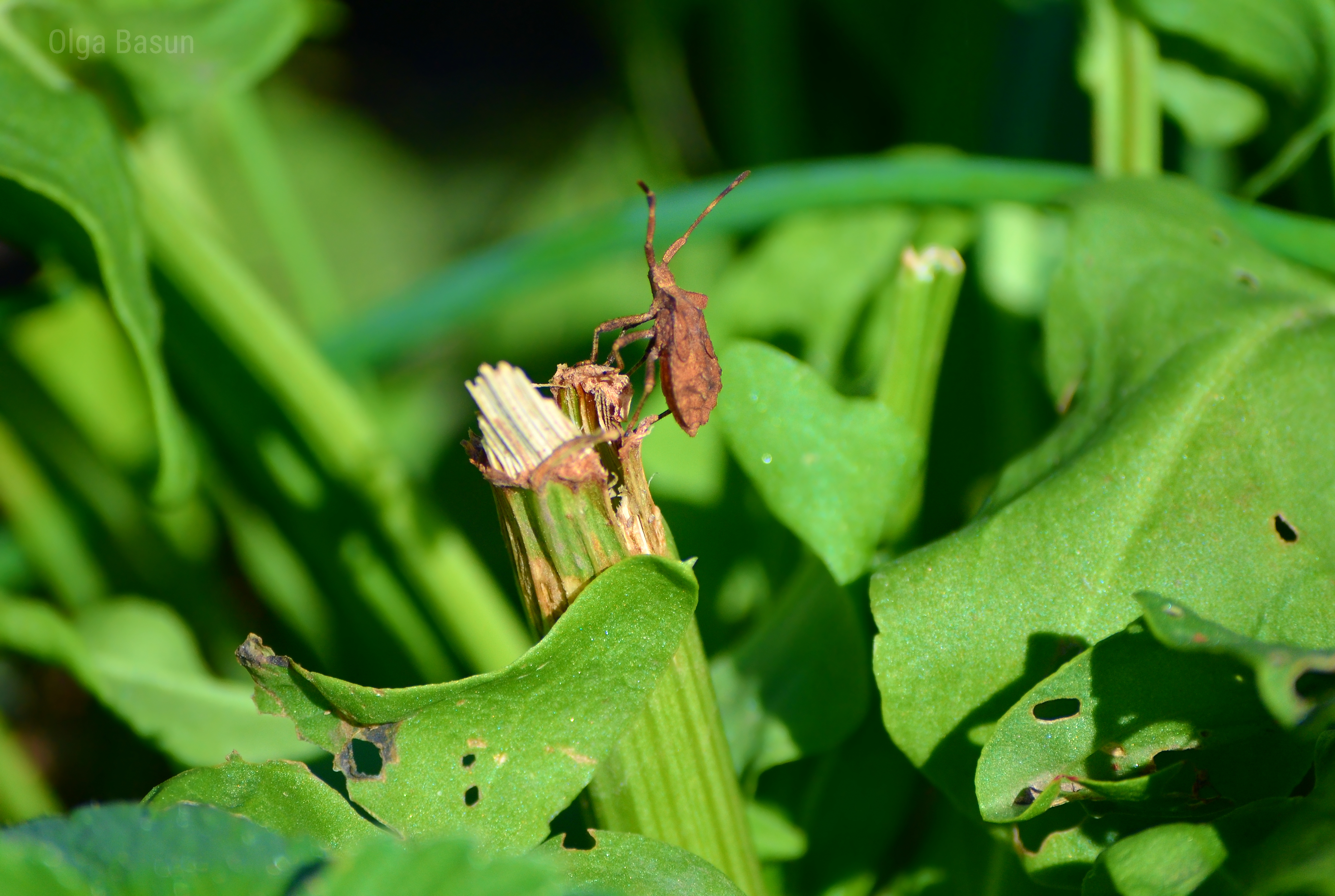
міні